# Kuro-shima (Yaeyamaöarna)

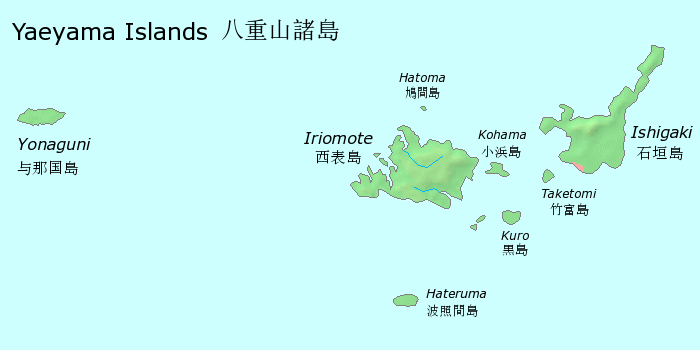
Lägeskarta

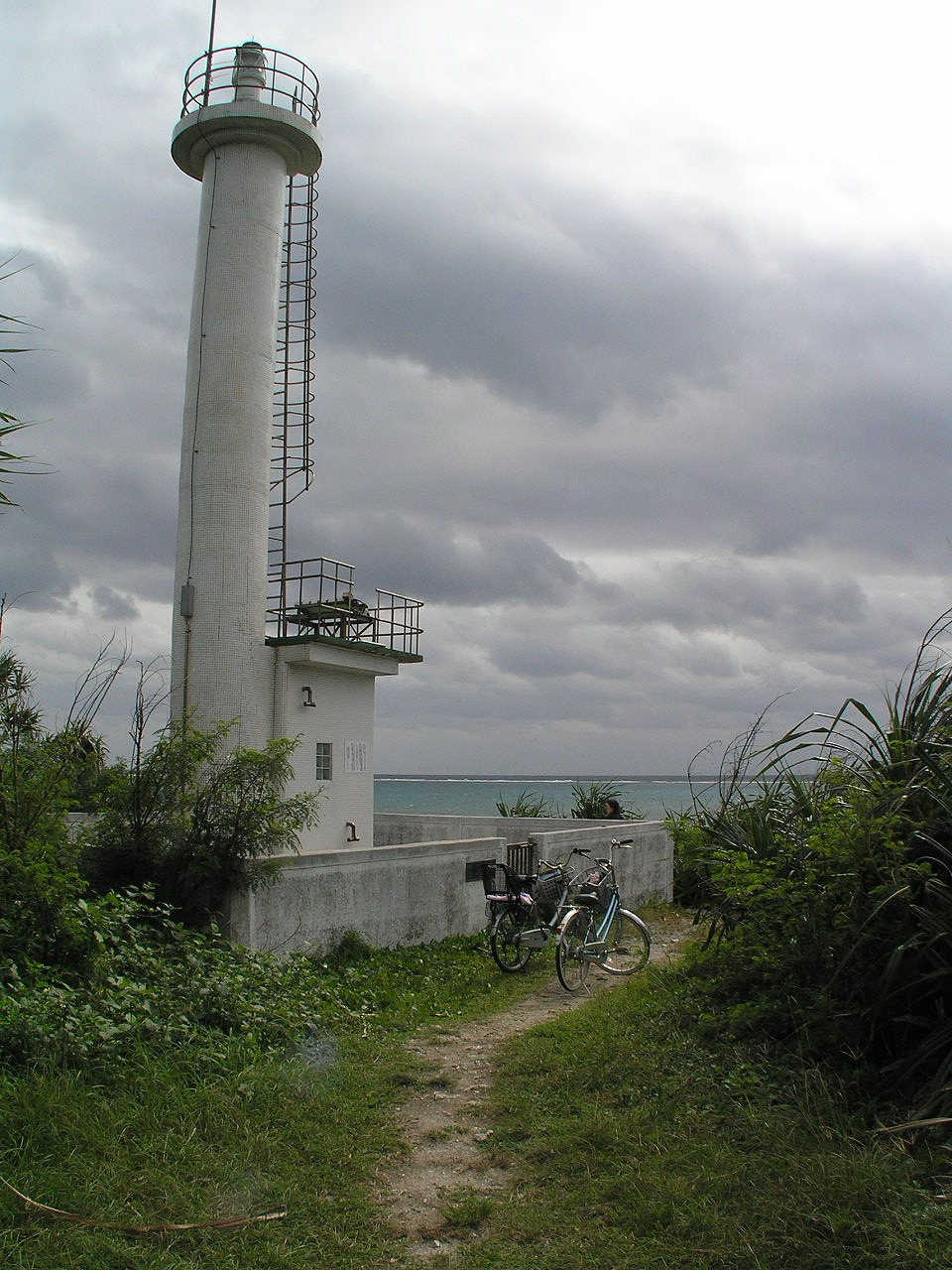
Kuro-shima fyren

Kuro-shima (japanska 黒島 Kuro-shima, "Kuroshimaön") är en ö bland Yaeyamaöarna i nordvästra Stilla havet som tillhör Japan.

## Geografi
Kuro-shima ligger cirka 19 kilometer sydväst om huvudön Ishigaki.  
Ön är en korallö och har en areal om ca 10 km² och omges till stora delar av ett korallrev. Klimatet är subtropiskt. Den högsta höjden är på cirka 15 m ö.h.
Befolkningen uppgår till ca 230 invånare fördelade på byarna Iko, Agarisuji, Nakamoto och Hori. Förvaltningsmässigt tillhör ön Taketomi kommun.
Ön kan endast nås med fartyg då den saknar flygplats, det finns regelbundna färjeförbindelse med staden Ishigaki på huvudön. Restiden är ca 30 minuter.
Öns ekonomi bygger i första hand på boskapsuppfödning.

## Historia
1879 införlivades ön i Japan, och blev del av länet Okinawa prefekturen.
Under andra världskriget utspelade sig våren 1945 ett av de största och betydande slagen i Stilla havet (Slaget om Okinawa) nära ön. Området ockuperades sedan av USA som förvaltade öarna fram till 1972 då de återlämnades till Japan.
Ishigaki-stad grundades 1908 och fick den 10 juli 1947 status som stadsområde.
Sedan 1972 ingår större delen av ön i "Iriomote-Ishigaki kokuritsukōen" (Iriomote-Ishigaki National Park)